# Ornityna
Ornityna – organiczny związek chemiczny z grupy α-aminokwasów, nienależący do 20 podstawowych α-aminokwasów budujących białka, lecz pełniący ważną rolę w cyklu ornitynowym (mocznikowym cyklu Krebsa). Należy do aminokwasów zasadowych (posiada dwie grupy aminowe).
Występuje w organizmach żywych, bierze udział w metabolizmie, tworzy się z argininy pod wpływem arginazy.
Ornityna w cyklu ornitynowym jest transportowana z cytozolu do mitochondrium, w obecności enzymu karbamoilotransferazy ornitynowej przyłącza grupę karbamoilową z karbamoilofosforanu tworząc cytrulinę, która zostaje przetransportowana do cytozolu. Cytrulina łączy się z kwasem asparaginowym tworząc argininobursztynian. Proces wymaga energii, której dostarcza ATP. Argininobursztynian rozkłada się (z wydzieleniem fumaranu) przy udziale liazy argininobursztynianowej do argininy, która jest prekursorem mocznika. Po opuszczeniu cyklu przez mocznik arginina ulega przekształceniu w ornitynę i cykl się powtarza.
Pod wpływem enzymu dekarboksylazy ornityny, w wyniku dekarboksylacji, z ornityny powstaje putrescyna, związek z grupy poliamin.